# Univerza Harvard
Univerza Harvard (angleško Harvard University) je ameriška zasebna univerza s sedežem v kraju Cambridge, Massachusetts. Ustanovila jo je leta 1636 kolonialna vlada Massachusettsa in je najstarejša visokošolska ustanova v ZDA. Trenutno jo sestavlja deset ločenih ustanov. Poleg tega je tudi prva in najstarejša korporacija v ZDA.
Šola se je sprva imenovala »New College« ali »the college at New Towne«, leta 1638 pa je bila preimenovana v čast duhovnika Johna Harvarda, ki je ustanovi podaril svojo knjižnico in 779 funtov (polovico imetja), s čimer je zagotovil njeno neprekinjeno delovanje. Najstarejši znani uradni zapis o Harvardu kot univerzi je v novi ustavi Massachusettsa iz leta 1780.
Za razvoj ustanove je bil posebej zaslužen tudi Charles William Eliot, ki je med svojim štiridesetletnim predsedovanjem (1869–1909) Harvard spremenil v sodobno raziskovalno univerzo. Med drugim je uvedel izbirne predmete, poučevanje v majhnih skupinah in sprejemne izpite. Ta model izobraževanja je vplival na šolski sistem v celotni državi.
Danes je Harvard druga najpremožnejša neprofitna organizacija v državi in ena najuglednejših univerz na svetu, članica t. i. Ivy League. Redno se uvršča na vrh lestvic univerz (denimo šanghajske) tako po akademskih kot raziskovalnih dosežkih.